# Stanislava Dimitrivová
Stanislava Dimitrivová roz. Grégrová (* 26. srpna 1947, Brno) je československá hráčka basketbalu. Je vysoká 178 cm. Je zařazena na čestné listině mistrů sportu.

## Sportovní kariéra
V basketbalovém reprezentačním družstvu Československa v letech 1970 až 1974 hrála celkem 77 utkání a má podíl na dosažených sportovních výsledcích. Zúčastnila se Mistrovství světa 1971 v Brazílii - 2. místo a dvou Mistrovství Evropy 1970, 1972, na nichž získala stříbrnou medaili za druhé místo na MS 1971 a bronzovou medaili za třetí místo na MS 1972. Na Mistrovství Evropy juniorek v roce 1965 (Sofie, Bulharsko) s družstvem Československa skončila na třetím místě a byla nejlepší střelkyní družstva.
V československé basketbalové lize žen hrála celkem 10 sezón (1966-1976) za družstva Spartak ZJŠ Brno (1966-1967) a KPS Brno (1967-1976), s kterým získala v ligové soutěži dva tituly vicemistra Československa (1974, 1976), dvakrát třetí místo (1971, 1973) a čtvrté místo (1975). Je na 69. místě v dlouhodobé tabulce střelkyň československé basketbalové ligy žen za období 1963-1993 s počtem 1977 bodů.,, 

## Sportovní statistiky

### Kluby
- 1966-1967 Spartak ZJŠ Brno, 1 sezóna - 8. místo (1967)
- 1967-1976 KPS Brno, celkem 9 sezón a 4 medailová umístění: 2x vicemistryně Československa (1974, 1976), 2x 3. místo (1971, 1973), 4. (1975), 3x 5. (1968, 1970, 1972)), 6. (1969)

### Československo
- Mistrovství světa: 1971 Brazílie (21 bodů /8 zápasů) 2. místo
- Mistrovství Evropy: 1970 Rotterdam, Holandsko (13 /4) 5. místo, 1972 Varna, Bulharsko (49 /8) 3. místo, celkem na 2 ME 62 bodů /12 zápasů
- 1966-1970 celkem 100 mezistátních zápasů, na MS a ME celkem 83 bodů v 20 zápasech
- 1965 Mistrovství Evropy juniorek: Sofia, Bulharsko (23 /4) 3. místo
- Titul mistryně sportu